# 82e corps d'armée
Le 82e corps d'armée (en allemand : LXXXII. Armeekorps) était un corps d'armée de l'armée de terre allemande: la Heer au sein de la Wehrmacht pendant la Seconde Guerre mondiale.

## Hiérarchie des unités
| Nom          | Nbre d'hommes       | Unités subalternes                | Grade de commandement                 |
| ------------ | ------------------- | --------------------------------- | ------------------------------------- |
| Heeresgruppe | + 300 000           | 2 à + Armeen (Armées)             | Generaloberst ou Generalfeldmarschall |
| Armee        | + 100 000 - 300 000 | 2 à + Armeekorps (Corps d'armées) | General ou Generaloberst              |
| Armeekorps   | + 30 000 - 80 000   | 2 à + Divisionen (Division)       | Generalleutnant ou General            |
| Division     | + 10 000 – 20 000   | 2 à 6 Brigaden (Brigade)          | Generalmajor ou Generalleutnant       |
| Brigade      | + 3 000 – 5 000     | jusqu'à 3 Regimentern (Régiment)  | Oberst ou Generalmajor                |

## Historique
Le 82e corps d'armée allemand est formé le 25 mai 1942 en France et dépend d'abord de la XVe armée allemande de juin 1942 à mai 1944, puis de la Ire armée allemande, d'août 1944 à janvier 1945, avant de passer sous le contrôle de la VIIe armée allemande. Le commandement du 82e corps d'armée est constitué le 25 mai 1942 en France. 
Mi-juillet 1944, le 82e corps d'armée comprend la 18e Luftwaffen-Feld-Division, la 47e Infanterie-Division et la 49e Infanterie-Division. Le 15 septembre, le 82e corps comprend la 19e Grenadier-Division, la 36e Grenadier-Division et la 559e Grenadier-Division. Le 28 septembre 1944, le 82e corps englobe la 48e Infanterie-Division, les restes de la 559e Grenadier-Division, la 19e Grenadier-Division, la 462e Infanterie-Division et la fameuse 17e SS-Panzergrenadier-Division.

## Organisations

### Commandants successifs
| Date                                 | Grade                  | Commandant             |
| ------------------------------------ | ---------------------- | ---------------------- |
| Création - 31 octobre 1942           | General der Infanterie | Alfred Böhm-Tettelbach |
| 31 octobre 1942 - 1er avril 1943     | General der Infanterie | Ernst Dehner           |
| 1er avril 1943 - 1er juin 1943       | General der Pioniere   | Erwin Jänecke          |
| 1er juin 1943 - 10 juillet 1943      | General der Infanterie | Ernst Dehner           |
| 10 juillet 1943 - 1er septembre 1944 | General der Artillerie | Johann Sinnhuber       |
| 1er septembre 1944 - 30 janvier 1945 | General der Infanterie | Walter Hörnlein        |
| 30 janvier 1945 - 1er avril 1945     | General der Infanterie | Walther Hahm           |
| 1er avril 1945 - 15 avril 1945       | Generalleutnant        | Theodor Tolsdorff      |
| 15 avril 1945 - 20 avril 1945        | General der Infanterie | Walther Lucht          |
| 20 avril 1945 - 8 mai 1945           | Generalleutnant        | Theodor Tolsdorff      |

### Chef des Generalstabes
| Date                               | Grade               | Commandant                                      |
| ---------------------------------- | ------------------- | ----------------------------------------------- |
| 25 mai 1942 - 14 février 1943      | Oberst i.G.         | Wilhelm von Ditfurth                            |
| 14 février 1943 - 20 février 1944  | Oberstleutnant i.G. | Heinrich von Sybel                              |
| Février 1944 - 28 juillet 1944     | Oberst i.G.         | Rudolf-Christoph von Gersdorff                  |
| 30 juillet 1944 - 25 novembre 1944 | Oberstleutnant i.G. | Hans-Ewald von Kleist                           |
| 25 novembre 1944 - Avril 1945      | Oberst i.G.         | Ingelheim genannt Echter von und zu Mespelbrunn |

### 1. Generalstabsoffizier (Ia)
| Date                            | Grade               | Commandant         |
| ------------------------------- | ------------------- | ------------------ |
| 25 mai 1942 - Janvier 1943      | Oberst i.G.         | Otto Lichtschlag   |
| Janvier 1943 - 14 février 1943  | Oberstleutnant i.G. | Heinrich von Sybel |
| 1er novembre 1943 - Août 1944   | Major i.G.          | Sven von Mitzlaff  |
| 25 août 1944 - 1er février 1945 | Major i.G.          | Lindner            |
| 1er février 1945 - ? 1945       | Major i.G.          | Walter Vogel       |

## Théâtres d'opérations
- Nord-ouest de la France : Mai 1942 - Décembre 1944
- Front de l'Ouest et Allemagne : Janvier 1945 - Mai 1945

## Rattachement
| Année | Date        | Armee     | Heeresgruppe | Lieu              |
| ----- | ----------- | --------- | ------------ | ----------------- |
| 1942  | 25 mai      | 15. Armee | D            | Nord de la France |
| 1943  | 1er janvier | 15. Armee | D            | Nord de la France |
| 1944  | 1er janvier | 15. Armee | D            | Nord de la France |
|       | Mai         | 15. Armee | B            | Nord de la France |
|       | Août        | 1. Armee  | B            | Loire, Champagne  |
|       | Septembre   | 1. Armee  | G            | Saargebiet        |
| 1945  | Janvier     | 1. Armee  | G            | Saargebiet        |
|       | Avril       | 7. Armee  | G            | Hessen, Thüringen |

## Ordre de batailles

### Unités organiques
- Arko 141, ab November 1944 Arko 482
- Korps-Nachrichten-Abteilung 437
- Korps-Nachschubtruppen 437

### Unités subordonnées
24 juin 1942
- 304. Infanterie-Division
- 306. Infanterie-Division
- 106. Infanterie-Division
- 321. Infanterie-Division
- 712. Infanterie-Division

15 novembre 1942
- 304. Infanterie-Division
- 306. Infanterie-Division
- 106. Infanterie-Division
- 321. Infanterie-Division

22 décembre 1942
- 182. Reserve-Division
- 106. Infanterie-Division
- 39. Infanterie-Division
- 161. Infanterie-Division

7. juillet 1943
- 18. Luftwaffen-Feld-Division
- 156. Reserve-Division
- 191. Reserve-Division

26 décembre 1943
- 18. Feld-Division (L)
- 156. Reserve-Division
- 191. Reserve-Division

15 mai 1944
- 18. Feld-Division (L)
- 47. Infanterie-Division
- 49. Infanterie-Division

15 juin 1944
- 18. Feld-Division (L)
- 47. Infanterie-Division
- 49. Infanterie-Division

15 juillet 1944
- 18. Feld-Division (L)
- 47. Infanterie-Division
- 49. Infanterie-Division

16 septembre 1944
- 19. Grenadier-Division
- 36. Grenadier-Division
- 559. Grenadier-Division

28 septembre 1944
- 48. Infanterie-Division
- 559. Grenadier-Division (en partie)
- 19. Grenadier-Division
- Division Nr. 462
- 17. SS-Panzergrenadier-Division Götz von Berlichingen

13 octobre 1944
- 416. Infanterie-Division
- 19. Volks-Grenadier-Division
- Division Nr. 462

5 novembre 1944
- 416. Infanterie-Division
- 19. Volks-Grenadier-Division
- 462. Volks-Grenadier-Division
- 17. SS-Panzergrenadier-Division Götz von Berlichingen
- 49. Infanterie-Division

26 novembre 1944
- 416. Infanterie-Division
- 19. Volks-Grenadier-Division
- 21. Panzer-Division

31 décembre 1944
- 416. Infanterie-Division

21 janvier 1945
- 416. Infanterie-Division
- 11. Panzer-Division
- 719. Infanterie-Division
- 347. Infanterie-Division

1er mars 1945
- 256. Volks-Grenadier-Division
- 2. Gebirgs-Division
- 416. Infanterie-Division
- 6. SS-Gebirgs-Division Nord

13 mars 1945
- 256. Volks-Grenadier-Division
- 2. Gebirgs-Division
- 416. Infanterie-Division
- 6. SS-Gebirgs-Division Nord

## Sources
- (de) LXXXIIe Armeekorps sur lexikon-der-wehrmacht.de